# Clarmont d'Alvèrnia
Clarmont d'Alvèrnia (en occità, Clarmont e Montferrand; en francès, Clermont-Ferrand) és una ciutat de França, a la regió d'Alvèrnia-Roine-Alps, capital del departament del Puèi Domat. L'any 2011 tenia 140.957 habitants.

## Demografia
| Evolució de la població |        |        |        |        |        |        |        |        |
| 1793                    | 1800   | 1806   | 1821   | 1831   | 1836   | 1841   | 1846   | 1851   |
| 30.000                  | 30.000 | 30.982 | 30.010 | 28.257 | 32.427 | 35.152 | 34.083 | 33.516 |

| 1856   | 1861   | 1866   | 1872   | 1876   | 1881   | 1886   | 1891   | 1896   |
| ------ | ------ | ------ | ------ | ------ | ------ | ------ | ------ | ------ |
| 38.160 | 37.275 | 37.461 | 37.357 | 41.772 | 43.033 | 46.718 | 50.119 | 50.870 |

| 1901   | 1906   | 1911   | 1921   | 1926    | 1931    | 1936    | 1946    | 1954    |
| ------ | ------ | ------ | ------ | ------- | ------- | ------- | ------- | ------- |
| 52.933 | 58.363 | 65.386 | 82.577 | 111.711 | 103.143 | 101.128 | 108.090 | 113.391 |

| 1962    | 1968    | 1975    | 1982    | 1990    | 1999    | 2006    | 2011    | 2016 |
| ------- | ------- | ------- | ------- | ------- | ------- | ------- | ------- | ---- |
| 127.547 | 148.759 | 156.763 | 147.224 | 136.181 | 137.154 | 138.992 | 140.957 | -    |

| 2019 | - | - | - | - | - | - | - | - |
| ---- | - | - | - | - | - | - | - | - |
| -    | - | - | - | - | - | - | - | - |

## Història
Clarmont fou antigament una ciutat romana que apareix documentada al segle i aC amb el nom d'Augustonèmetum i era la capital dels arverns. A l'època imperial va tenir fins a trenta mil habitants, però la població va minvar del segle iv al mateix temps que agafava el nom d'Arvernis o Arvenos. A mitjan segle v el bisbe Sant Namaci va construir a la vila una nova església que serà seu del bisbat, allà on més tard hi va haver l'abadia de Saint-Alyre. El 461 els visigots la van ocupar, però la van perdre el 507 davant els francs. El 535 s'hi va celebrar un concili eclesiàstic que va condemnar la simonia. El segle viii se l'anomena Clarus Mons (del que ve Clarmont). Seu del bisbat, fou també des del segle ix la seu dels vescomtes d'Alvèrnia que actuaven com a representants dels comtes absents. Els vescomtes d'Alvèrnia foren així coneguts com a vescomtes de Clarmont i van esdevenir al segle x comtes d'Alvèrnia o de Clarmont. Passen a ser els delfins de Clarmont fins al 1302 en què foren reconeguts delfins del Delfinat d'Alvèrnia.
El 1095 s'hi va celbrar el concili que va proclamar la primera croada. El 1209, el poder temporal a la ciutat va passar als bisbes que van tenir el títol de comtes de Clarmont. Els comtes havien fundat no gaire lluny la ciutat de Montferrand (que cal no confondre amb la vila -avui llogaret deshabitat- que fou seu d'un comtat al departament del Losera) i es va unir el 1730 amb la ciutat de Clarmont, formant-se Clarmont-Ferrand. El domini del bisbes va acabar a la meitat del segle xvi a l'època en què fou comtessa Caterina de Mèdici (1524-1589) que va entaular un procés al Parlament com a hereva dels antics comtes contra el bisbe Guillem du Prat (1528-1560) i va esdevenir senyora de Clarmont deixant al bisbe reduït al seu paper eclesiàstic. Catalina va augmentar les llibertats municipals i va donar a la ciutat una senescalia primer senyorial i després reial, rival de l'anterior senescalia establerta a Riom; va fundar també una jurisdicció consular.

## Administració
| Període   | Identitat          | Partit             |
| --------- | ------------------ | ------------------ |
| 1935-1944 | Paul Pochet-Lagaye | radical-socialista |
| 1944-1973 | Gabriel Montpied   | SFIO               |
| 1973-1997 | Roger Quilliot     | PS                 |
| 1997-2014 | Serge Godard       | PS                 |
| 2014-     | Olivier Bianchi    | PS                 |

## Llocs d'interès
- Basílica de Nostra Senyora del Port
- Catedral de la Nostra Senyora de l'Assumpció
- École supérieure de commerce de Clermont

## Agermanaments
- Salford
- Ratisbona
- Hómiel
- Aberdeen
- Oviedo
- Norman (Oklahoma)
- Bizerta
- Marràqueix
- Braga
- Oyem
- Anshan

## Personatges il·lustres
- Blaise Pascal, filòsof i matemàtic.
- Nicolas Chamfort, moralista
- George Onslow, compositor
- Anton-François Marmontel, pianista i compositor
- Léon Melchissédec (1843 - 1925), baríton
- Joseph Pérès (1890-1962), matemàtic